# Werkwinkel (Tijdschrift voor Nederlandse en Zuid-Afrikaanse Studies)
Werkwinkel, Tijdschrift voor Nederlandse en Zuid-Afrikaanse Studies, is een onafhankelijk wetenschappelijk tijdschrift, gewijd aan de talen, culturen en literaturen van de Lage Landen en Zuid-Afrika.
Het tijdschrift werd door prof. dr. Jerzy Koch opgericht in 2005 en het eerste nummer kwam uit in 2006. Werkwinkel wordt geredigeerd en uitgegeven door de Vakgroep Nederlandse en Zuid-Afrikaanse Studies van de Faculteit Engels aan de Adam Mickiewicz-Universiteit (AMU) te Poznań, Polen.
Werkwinkel verschijnt tweemaal per jaar en bevat academische bijdragen (Papers), die door vakgenoten beoordeeld worden op basis van double blinde peer-review, recensies van wetenschappelijke boeken (Reviews) en polemieken en overzichten (Views). Overeenkomstig het vakgebied zijn er drie werktalen: het Nederlands, Engels en Afrikaans. Werkwinkel werd opgenomen in de ERIH PLUS (de voormalige European Reference Index for the Humanities) en in de lijst van wetenschappelijke tijdschriften van het Poolse Ministerie voor Wetenschap en Hoger Onderwijs.
Naar aanleiding van het eredoctoraat voor J.M. Coetzee door de AMU in 2012, werd er een speciaal nummer gewijd aan de Zuid-Afrikaanse schrijver en Nobelprijswinnaar.